# 寺島龍一
寺島 龍一（てらしま りゅういち、1918年4月27日 - 2001年10月26日）は、洋画家、日本芸術院会員。寺島竜一とも。

## 経歴
東京府出身。東京美術学校卒。寺内萬治郎らに師事。1979年まで筑波大学教授。1997年「アンダルシア讃」で恩賜賞・日本芸術院賞受賞。1998年芸術院会員。日展理事、顧問。光風会理事長。
人物画、特にエキゾチックな女性像で知られた。ほか児童書の挿絵・表紙画でも知られ、特にJ・R・R・トールキンの作品の挿画が名高い。また自身でも子供向けの著作を著した。

## 著書
- 世界航空物語 文と絵 実業之日本社 1957
- じどうしゃ 文と絵 福音館書店 1966
- 寺島龍一画集 ビジョン企画出版社 2000

## 挿画
- あふりかのたいこ 瀬田貞二 福音館書店 1962
- 春の目玉 福田清人 講談社 1963
- 銀色ラッコのなみだ 岡野薫子 実業之日本社 1964
- ホビットの冒険 J.R.R.トールキン 瀬田貞二訳 岩波書店 1965
- くしゃみくしゃみ天のめぐみ 松岡享子 福音館書店 1968
- 聖書物語 犬養道子 河出書房新社 1969
- 指輪物語 トールキン 瀬田貞二訳 評論社 1971-75